# Fudbalski klub Krupa
Il Fudbalski klub Krupa (in serbo cirillico Фудбалски клуб Крупа), conosciuto semplicemente come Krupa, è una squadra di calcio di Krupa na Vrbasu, un paese di poco più di mille abitanti nei pressi di Banja Luka, una città nella Repubblica Srpska (Bosnia ed Erzegovina).

## Storia
Nasce nel 1983 e per vari anni milita nei campionati regionali bosniaci della Jugoslavia. Durante gli anni della guerra sospende l'attività fino al 1996, rimanendo sempre però nei campionati minori, stavolta nella Repubblica Srpska.
Nel 2013 viene promosso in Druga liga e, tempo 12 mesi, ottiene la promozione in Prva dopo aver battuto Radnički Karakaj e Sloga Doboj negli spareggi post-campionato.
Nella prima stagione in Prva liga si piazza al secondo posto e nella kup RS giunge fino in finale. In ambedue i casi è stato sconfitto dal Rudar Prijedor. L'appuntamento con la promozione in massima divisione è rinviato di un solo anno: nel 2015-16 vince il campionato con 12 punti di vantaggio sulla seconda (il Mladost V.O.) ed ottiene il "pass".
Il maggior traguardo raggiunto dalla società è la finale della coppa nazionale 2017-18 (sconfitta contro lo Željezničar).

### Cronistoria
| 2013–14 | Druga liga RS - Ovest | III | 2º su 14 | Promosso in 2.liga dopo baraž | n.q.       | Sedicesimi |
| 2014–15 | Prva liga RS          | II  | 2º su 14 |                               | n.q.       | Finalista  |
| 2015–16 | Prva liga RS          | II  | 1º su 12 | Promosso in Premijer liga     | Sedicesimi | ???        |
| 2016–17 | Premijer liga BiH     | I   | 4º su 12 |                               | Sedicesimi | Quarti     |
| 2017–18 | Premijer liga BiH     | I   | 6º su 12 |                               | Finalista  | Finalista  |
| 2018–19 | Premijer liga BiH     | I   |          |                               | Ottavi     | in corso   |

## Stadio
Lo Stadion u Krupi na Vrbasu, inaugurato il 28 settembre 2010 con una capienza di 2000 posti, è dotato di erba artificiale (il primo nella Repubblica Srpska a dotarsene). Per rispettare i requisiti per l'ammissione in massima divisione è stata necessaria la costruzione di un'ulteriore tribuna che ha portato la capienza a 3000 posti.

## Palmarès

### Competizioni nazionali
- Prva liga Republike Srpske: 4

2015-2016, 2019-2020, 2021-2022, 2022-2023

### Altri piazzamenti
- Prva liga Republike Srpske:

Secondo posto: 2014-2015

## Rosa 2018-2019
- Al 20 febbraio 2019

| N. |                                 | Ruolo | Calciatore       |
| -- | ------------------------------- | ----- | ---------------- |
| 3  | Serbia (bandiera)               | D     | Miloš Karišik    |
| 4  | Bosnia ed Erzegovina (bandiera) | C     | Ajdin Redžić     |
| 5  | Bosnia ed Erzegovina (bandiera) | D     | Igor Makitan     |
| 6  | Bosnia ed Erzegovina (bandiera) | C     | Andrej Modić     |
| 7  | Bosnia ed Erzegovina (bandiera) | A     | Mihael Modić     |
| 10 | Bosnia ed Erzegovina (bandiera) | C     | Nikola Dujaković |
| 11 | Bosnia ed Erzegovina (bandiera) | D     | Bojan Puzigaća   |
| 12 | Serbia (bandiera)               | A     | Lazar Marjanović |
| 14 | Bosnia ed Erzegovina (bandiera) | D     | Kerim Palić      |
| 17 | Serbia (bandiera)               | D     | Saša Nikodijević |
| 18 | Bosnia ed Erzegovina (bandiera) | A     | Almir Aganspahić |
| 19 | Bosnia ed Erzegovina (bandiera) | D     | Ranko Dekić      |
| 20 | Bosnia ed Erzegovina (bandiera) | C     | Stefan Savić     |
| 22 | Serbia (bandiera)               | C     | Stefan Nikolić   |
| 23 | Bosnia ed Erzegovina (bandiera) | C     | Nemanja Marić    |

| N. |                                 | Ruolo | Calciatore         |
| -- | ------------------------------- | ----- | ------------------ |
| 27 | Bosnia ed Erzegovina (bandiera) | C     | Slobodan Milanović |
| 30 | Bosnia ed Erzegovina (bandiera) | A     | Bojan Golubović    |
| 32 | Bosnia ed Erzegovina (bandiera) | D     | Stojan Maksimović  |
| 33 | Bosnia ed Erzegovina (bandiera) | D     | Vladimir Ilić      |
| 44 | Croazia (bandiera)              | P     | Matej Marković     |
| 62 | Bosnia ed Erzegovina (bandiera) | P     | Jovan Kutić        |
| 99 | Serbia (bandiera)               | C     | Lazar Nikolić      |
| —  | Bosnia ed Erzegovina (bandiera) | P     | Mladen Ilić        |
| —  | Croazia (bandiera)              | D     | Krešimir Jelić     |
| —  | Croazia (bandiera)              | D     | Vedran Dalić       |
| —  | Bosnia ed Erzegovina (bandiera) | C     | Miljan Ljubenović  |
| —  | Croazia (bandiera)              | C     | Nikola Mandić      |
| —  | Serbia (bandiera)               | C     | Siniša Babić       |
| —  | Bosnia ed Erzegovina (bandiera) | C     | Josip Miketek      |
| —  | Bosnia ed Erzegovina (bandiera) | A     | Eman Blažević      |